# Klokkerens Datter
Klokkerens Datter er en fransk stumfilm fra 1906 af Albert Capellani.

## Medvirkende
- Gabriel Moreau
- Renée Coge